# Kelsey Bevan
Kelsey Bevan (Auckland, 10 de abril de 1990) es una deportista neozelandesa que compite en remo.
Participó en dos Juegos Olímpicos de Verano, obteniendo una medalla de plata en Tokio 2020, en la prueba de ocho con timonel, y el cuarto lugar en Río de Janeiro 2016, en la misma prueba.
Ganó cuatro medallas en el Campeonato Mundial de Remo entre los años 2014 y 2019.

## Palmarés internacional
| Juegos Olímpicos   | Juegos Olímpicos          | Juegos Olímpicos  | Juegos Olímpicos   |
| Año                | Lugar                     | Medalla           | Prueba             |
| ------------------ | ------------------------- | ----------------- | ------------------ |
| 2020               | Tokio (Japón)             | Medalla de plata  | Ocho con timonel   |
| Campeonato Mundial |                           |                   |                    |
| Año                | Lugar                     | Medalla           | Prueba             |
| 2014               | Ámsterdam (Países Bajos)  | Medalla de oro    | Cuatro sin timonel |
| 2015               | Aiguebelette (Francia)    | Medalla de plata  | Ocho con timonel   |
| 2017               | Sarasota (Estados Unidos) | Medalla de bronce | Ocho con timonel   |
| 2019               | Ottensheim (Austria)      | Medalla de oro    | Ocho con timonel   |